# Selezione maschile di rugby a 15 di Wallis e Futuna
La nazionale di rugby XV di Wallis e Futuna (in francese Équipe de Wallis-et-Futuna de rugby à XV) rappresenta Wallis e Futuna a livello internazionale nel rugby a 15.
Esordì nel dicembre 1966 ma è inattiva dal 1979.